# 垣内悠希
垣内 悠希（かきうち ゆうき、1978年3月24日 - ）は、日本の指揮者。

## 人物・来歴
神奈川県川崎市出身。東京都立大学附属高等学校を経て、東京芸術大学音楽学部楽理科卒業後、2001年、ウィーンに渡り、ウィーン国立音楽大学の指揮科を経て同大学院を卒業。レオポルト・ハーガー、小沢征爾に師事。2006年、ルーマニア・ブラショフの管弦楽団を指揮して欧州デビューの後、オーストリア、フィンランド、イタリアなどのオーケストラに客演。国内では2008年に大阪シンフォニカー交響楽団（現在の大阪交響楽団）による「オーケストラの日コンサート」（2008年3月）、「ジョイフル・オーケストラ～オリンピック・イヤー～」（2008年8月）においてモーツァルト、エルガー、ベートーヴェン、グリンカ、ドヴォルザーク、J.シュトラウス、プッチーニを指揮した。
2011年9月23日、若手指揮者の登竜門として知られるブザンソン国際指揮者コンクールで優勝した。
2012年、東京フィルハーモニー交響楽団定期演奏会を指揮して東京デビュー。2013年、小澤征爾の推挙を受けて小澤征爾音楽塾に出演。これまでに、読売日本交響楽団、東京都交響楽団、東京交響楽団、新日本フィルハーモニー交響楽団、日本フィルハーモニー交響楽団、京都市交響楽団、オーケストラ・アンサンブル金沢、九州交響楽団、東京シティ・フィルハーモニック管弦楽団、関西フィルハーモニー管弦楽団、大阪フィルハーモニー交響楽団、山形交響楽団などに客演。
2016年から2019年まで札幌交響楽団指揮者を務める。